# Libochovice
Libochovice (německy Libochowitz) jsou město ležící převážně na levém břehu řeky Ohře v okrese Litoměřice. Kromě samotných Libochovic jsou součástí města také vesnice Dubany a Poplze. Na území města žije přibližně 3 400 obyvatel.

## Historie
Podle artefaktů nalezených na území města bylo prokázáno keltské a germánské osídlení. První písemná zmínka o Libochovicích pochází z roku 1272, kdy městečko patřilo k sídlům premonstrátů kláštera v Teplé. Listinou z roku 1292 městečku Jindřich z Lichtenburka udělil magdeburské právo. Na přelomu třináctého a čtrnáctého století patřilo Hynkovi ze Žleb a Lichtenburka, který k jeho ochraně dal zbudovat hrad Hazmburk. Roku 1314 toto území získal král Jan Lucemburský, který v roce 1336 tvrz v Libochovicích a dvory Klepy, Lhotu, Radovesice a Poplze postoupil Zbyňku Zajíci z Valdeka.
Během husitských válek stáli Zajícové na katolické straně, roku 1424 husité v čele s Janem Žižkou Libochovice dobyli, město vypálili a před radnicí popravili čtyři duchovní a dva představitele města. Jan III. Zajíc z Hazmburku roku 1507 získal od krále Vladislava Jagellonského privilegium výročního jarmarku a týdenních trhů. V letech 1553–1564 bylo panství Hazmburků rozděleno a rozptýleno.
Jan starší Popel z Lobkovic Libochovice zvelebil a tvrz dal přestavět na renesanční zámek. Jiří Popel z Lobkovic byl za odpor proti císaři Rudolfovi II. byl uvězněn na hradě Lokti, kde zemřel. Roku 1591 získalo město právo vařit pivo. Roku 1606 se města a panství zmocnil Zikmund Báthory a roku 1610 je získal Adam ze Šternberka. Václav Vojtěch ze Šternberka je na krátko zařadil mezi své rezidence, ale již roku 1676 je prodal Gundakarovi z Ditrichštejna. Ten dal roku 1683 zámek přestavět v raně barokním slohu podle projektu architekta Antonia della Porty. Jan Tulipán na jeho pokyn roku 1685 zřídil zámecký park ve francouzském stylu s přilehlou oranžerií.
Roku 1847 byl zřízen cukrovar, roku 1882 zavedena železnice a roku 1912 založena sklárna. Roku 1850 se město stalo sídlem okresního soudu.

## Obyvatelstvo
| Rok            | 1869  | 1880  | 1890  | 1900  | 1910  | 1921  | 1930  | 1950  | 1961  | 1970  | 1980  | 1991  | 2001  | 2011  | 2021  |
| -------------- | ----- | ----- | ----- | ----- | ----- | ----- | ----- | ----- | ----- | ----- | ----- | ----- | ----- | ----- | ----- |
| Počet obyvatel | 1 962 | 2 051 | 2 125 | 2 171 | 2 280 | 2 639 | 2 790 | 2 619 | 2 770 | 2 807 | 2 975 | 3 094 | 3 109 | 3 109 | 2 813 |
| Počet domů     | 257   | 297   | 313   | 328   | 358   | 477   | 559   | 657   | 597   | 609   | 653   | 730   | 740   | 748   | 748   |

### Židovská komunita

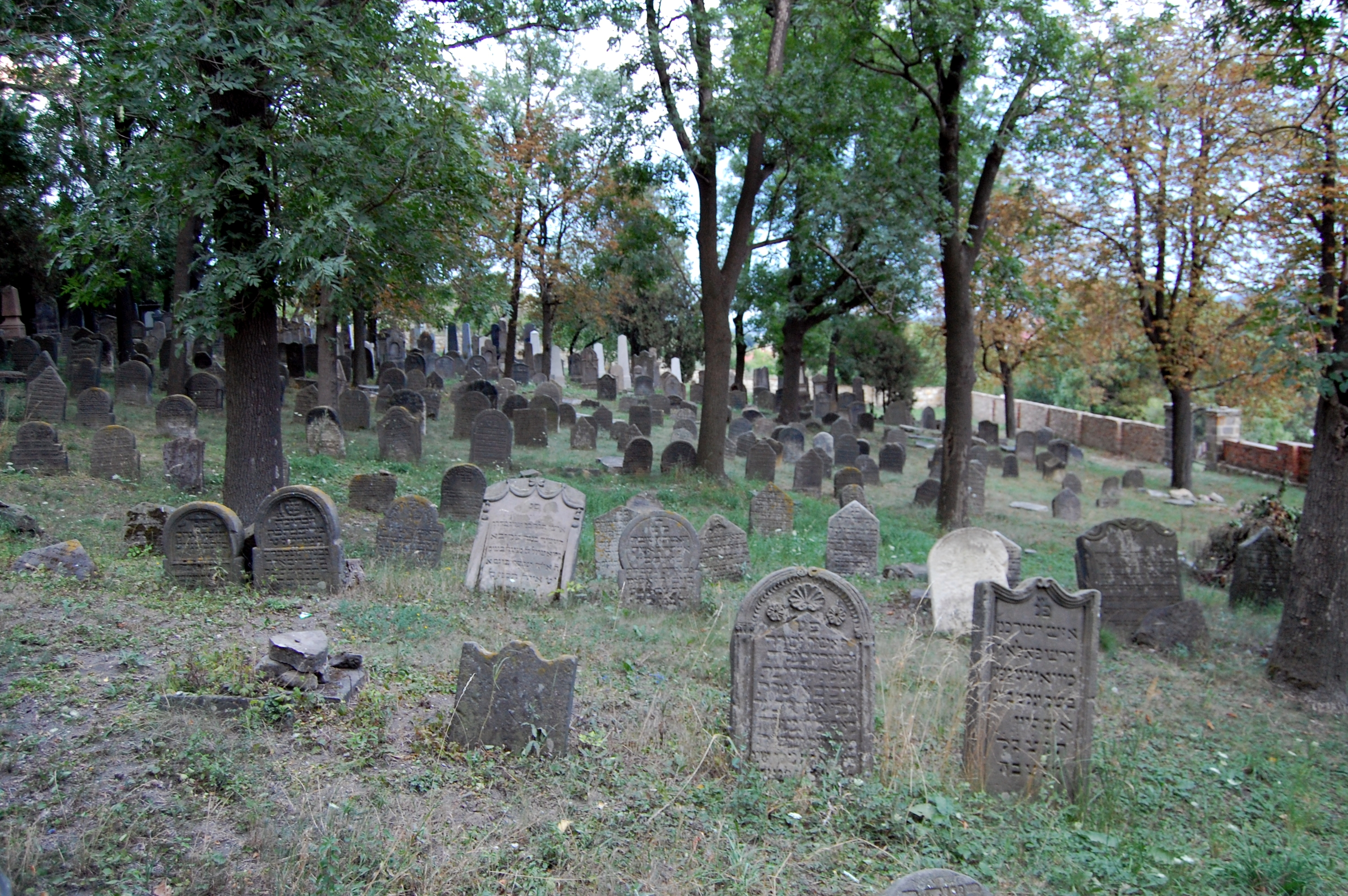
Libochovický židovský hřbitov

Nejstarší zmínka o židovském osídlení Libochovic pochází z počátku 16. století. Židé měli podle tradice do města přijít z nedalekých Radovesic. V druhé polovině 16. století vznikla náboženská obec a v polovině století následujícího je poprvé zmíněn židovský sídelní okrsek, který se nacházel jižně od náměstí ve východní části dnešní Koželužské ulice. Odtud se později rozšiřovala židovská čtvrť, a to zejména podél Koželužské ulice a v části ulic Vrchlického, Kožešnické a Nerudovy. V roce 1809 postihl čtvrť požár. V roce 1846 ji tvořilo již 27 židovských domů. Dalších 16 domů bylo rozptýleno po celém městě. Většina z nich se nedochovala či prošla zásadní přestavbou. Z někdejších židovských domů je památkově chráněn dům v Koželužské ulici čp. 319, který je kulturní památkou ČR.
V západní části Židovského rybníka u Kerkova nábřeží existovala mikve, z níž se do dnešní doby zachovala zasypaná nádrž s několika schody. V její blízkosti se dochoval obecní dům čp. 310, v němž sídlil rabínský soud.
V roce 1570 žilo v Libochovicích 11 židovských rodin, jejichž počet se do roku 1724 více než ztrojnásobil na 35 rodin (209 osob). V polovině 19. století tvořilo 63 rodin (260 osob) již 14 % obyvatel města. Později však docházelo k poklesu židovského obyvatelstva – v roce 1910 žilo v Libochovicích již jen 150 židů a v roce 1930 dokonce pouze 48. Po druhé světové válce a holocaustu již zdejší náboženská obec nebyla obnovena.
Synagogy v Libochovicích existovaly postupně dvě. Nejstarší zmínka o staré synagoze pochází z roku 1651. Na jejím místě pak byla v roce 1761 postavena barokní synagoga, která byla v průběhu své existence několikrát přestavována. K náboženským účelům sloužila do druhé světové války, po níž byla využívána jako sklad a chlév. Budova postupně chátrala až byla v roce 1985 zbořena. Do dnešní doby se dochoval židovský hřbitov z roku 1583, nacházející se severozápadně od města. Ten čítá na 550 náhrobků různého stáří a slohů (barokní, renesanční i novodobé). Od roku 2002 probíhala rekonstrukce hřbitova, která již zdárně proběhla. Hřbitov je chráněn jako kulturní památka.

## Hospodářství
Na východním okraji zámeckého parku se u jezu na Ohři nachází Vodní elektrárna Libochovice.

## Doprava

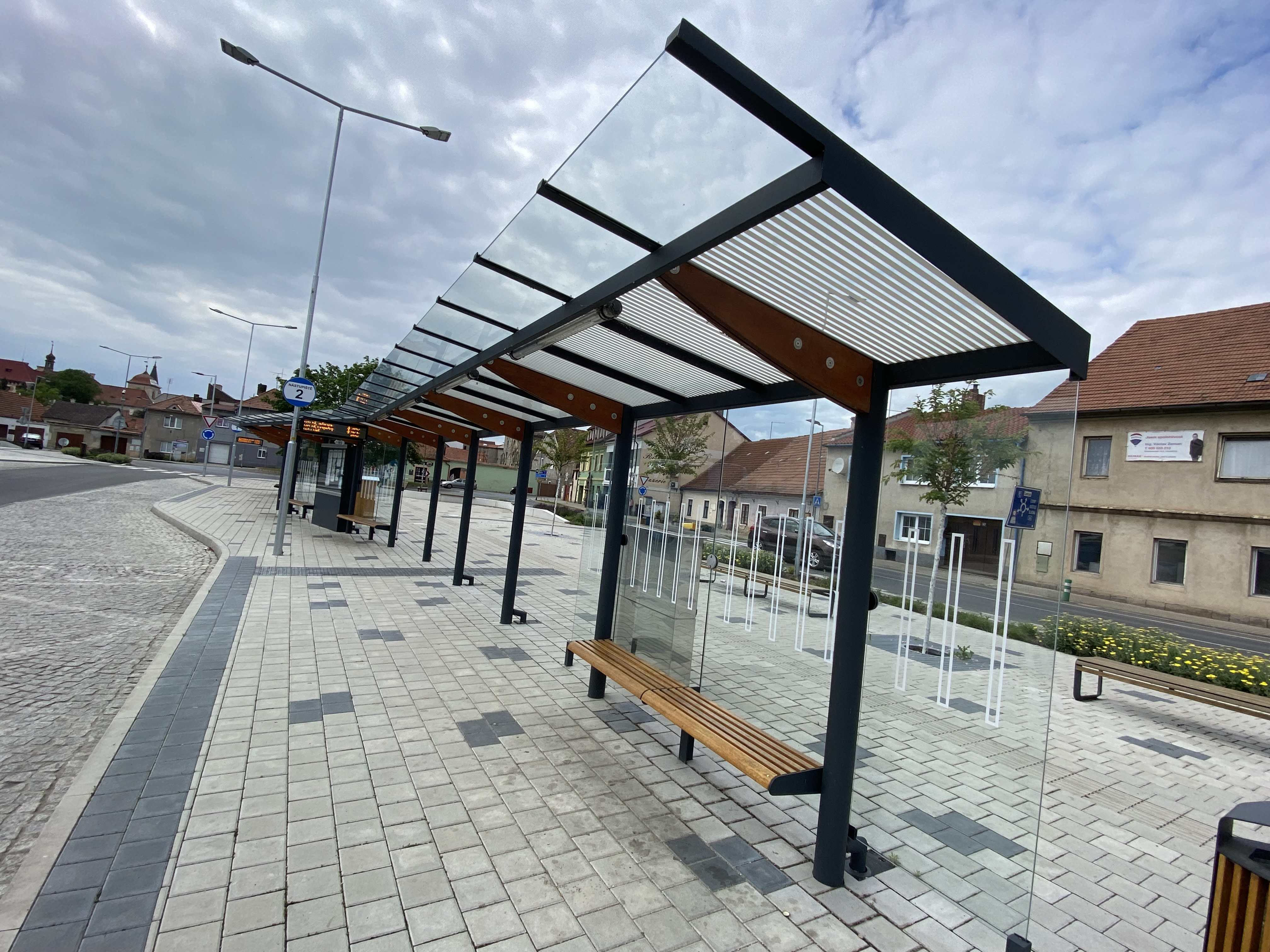
Autobusové nádraží Libochovice

Město leží na křižovatce silnic II/237 a II/246. Vedou jím železniční tratě Lovosice–Postoloprty s návazným spojením na Prahu i Děčín a Vraňany–Libochovice, které se setkávají na libochovickém nádraží. Ve městě je v Havlíčkově ulici autobusové nádraží.

## Pamětihodnosti

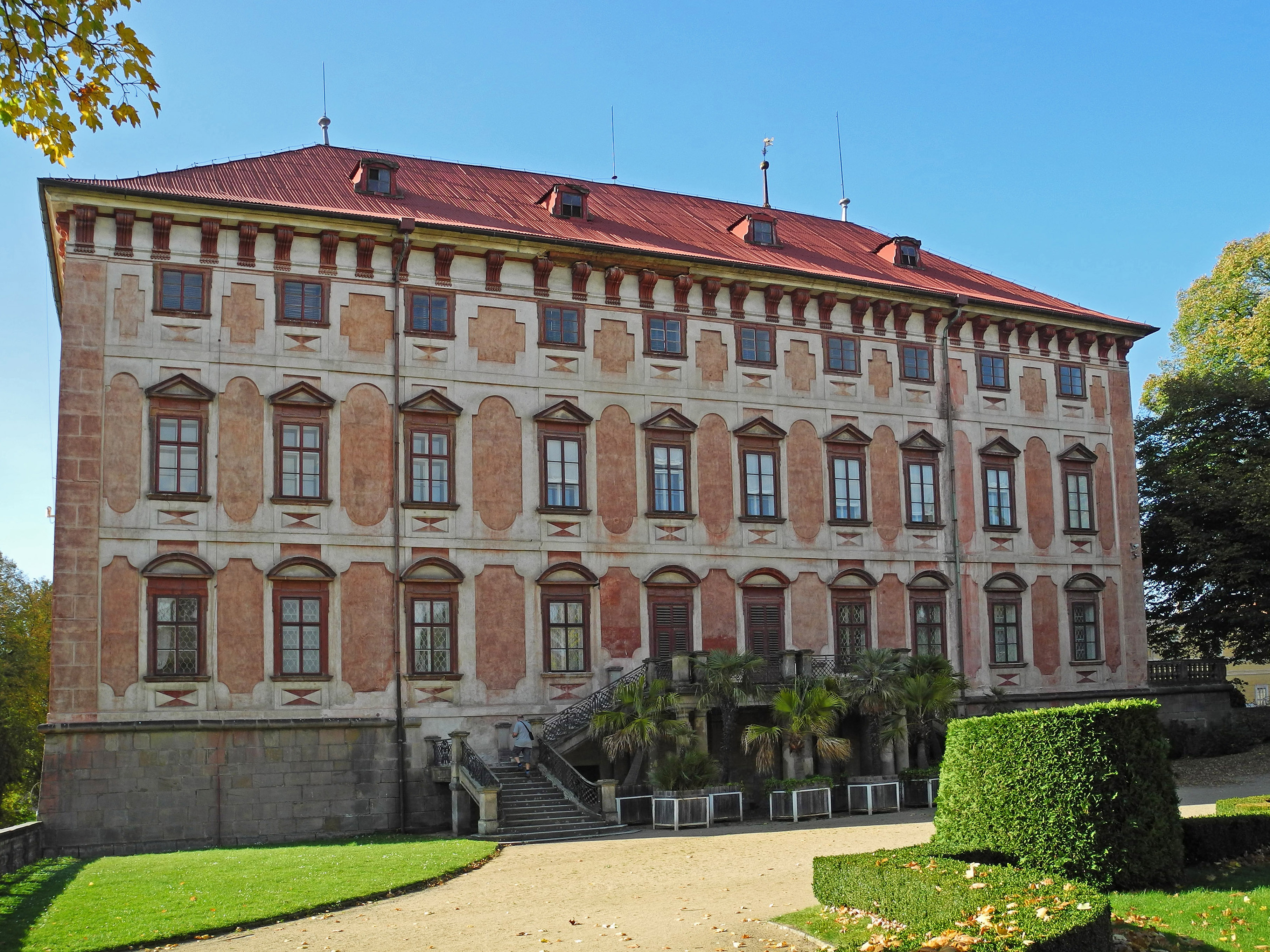
Libochovický zámek

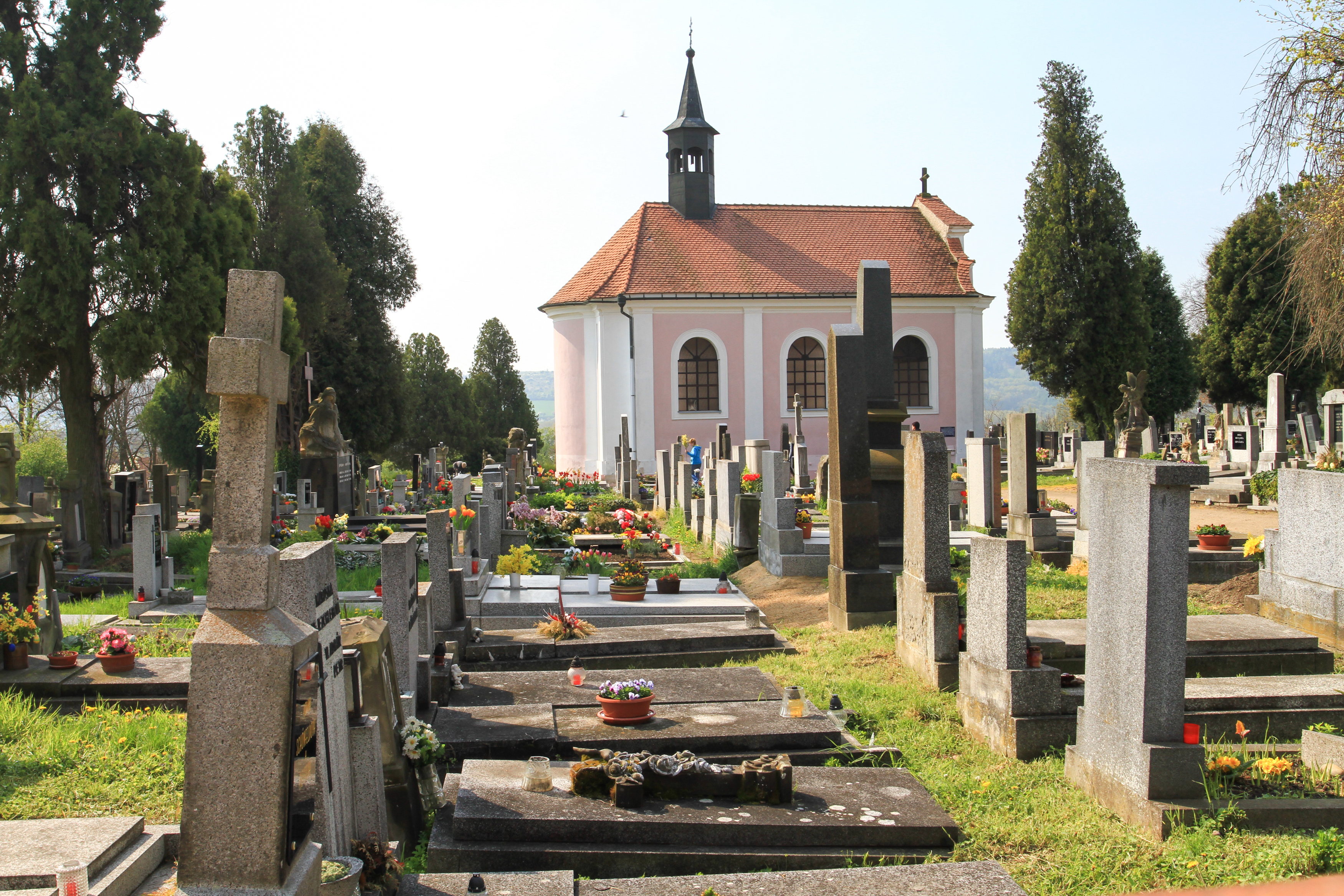
Kostel sv. Vavřince

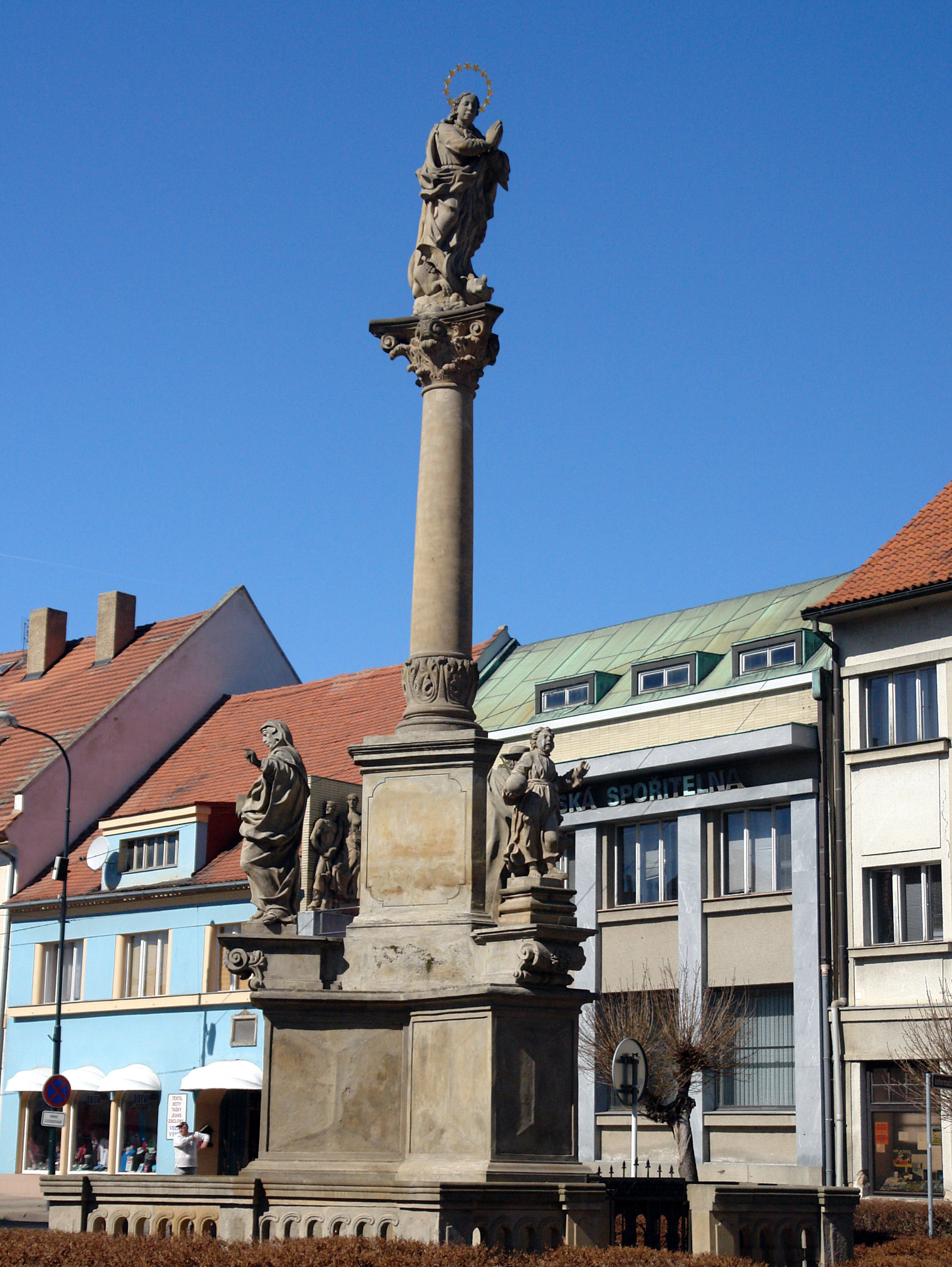
Sloup Panny Marie

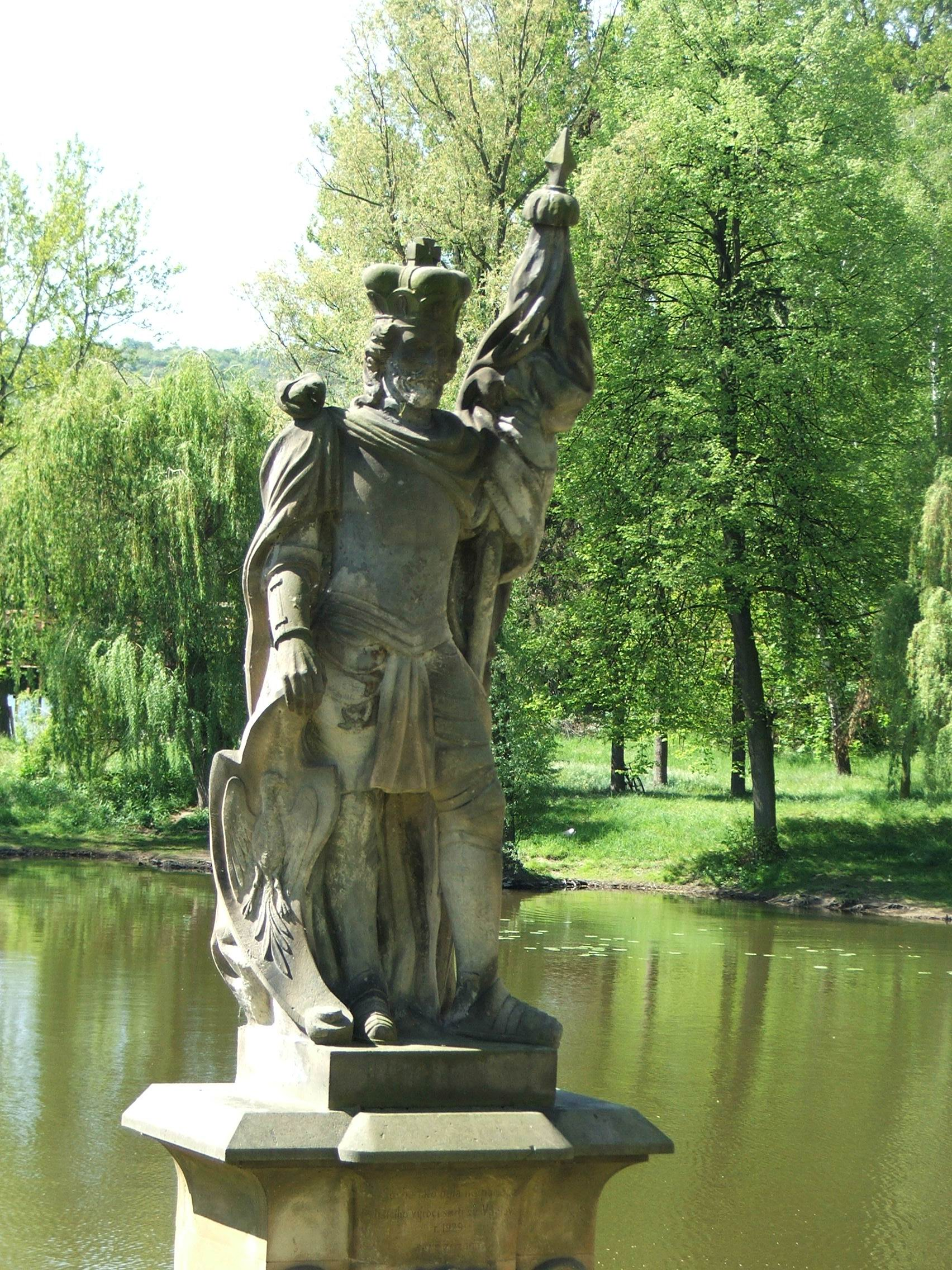
Svatý Václav

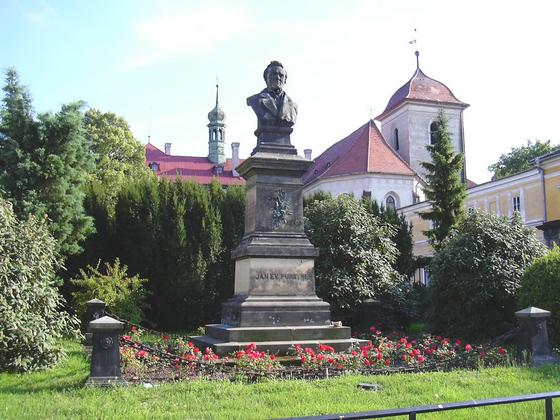
Jan Evangelista Purkyně, pomník, Libochovice

- Libochovický zámek byl postaven na sklonku 17. století na místě předchozí renesanční stavby. Kromě východního křídla, vyhořelého na začátku 20. století, si uchoval raně raně barokní podobu. Na zámku se narodil vědec a představitel národního obrození Jan Evangelista Purkyně, jehož otec byl na zámku správcem.
- Kostel Všech svatých byl postaven v letech 1700 až 1705 na místě předchozího, zničeného požárem roku 1661.
- Barokní hřbitovní kostel svatého Vavřince na místě staršího kostela z roku 1601 pochází z let 1720–1722. Postavil jej roudnický stavitel Petr Pavel Columbani. Barokní stavba prošla roku 1868 rozsáhlou opravou. Zchátralá budova byla opravena na začátku devadesátých let 20. století.
- Boží muka byla postavena za jihozápadním koncem Libochovic v roce 1589 jako vděk za navrácení se obyvatel Libochovic ke katolické víře.
  - Boží muka[13] u hřbitova. Původně na druhé straně silnice. Vznik Božích muk inicioval libochovický duchovní Jan z Vinoře a libochovický měšťan Václav Kunatka. Sloup na krychlovém podstavci nese kapličku se čtyřmi reliéfy: Ukřižování, Salvátor, nástroje umučení a monogram IHS. Na boční a zadní straně nápis: Léta páně 1589 tato Boží muka ke cti a chvále Boží od ctihodného kněze Jana z Vinoře, faráře v městečku Libochovicích, a slovutného muže Vácslava Kunatky, měšťana a primase téhož města, nákladem společným postavena byla.
  - Boží muka (tzv. prostřední Boží muka) u hřbitova, rozcestí silnice od Klapého a cesty k vrchu Jiřetínu. Vznik Božích muk inicioval libochovický měšťan Melichara Tkadlece. Sloup na krychlovém podstavci s nápisem: Léta 1589 tato Boží muka od slovutného muže Melichara Tkadlece, obyvatele města Libochovic, ke cti a chvále Boží jsou postavena byla.
- Sochy a sousoší
  - sloup se sochou Panny Marie[14] na náměstí 5. května. Stavbu sousoší iniciovala roku 1709 Anna Tayzíková, vdova po Jakubovi Tayzlíkovi, primasovi města. Na prostředním vysokém sloupu je osazena socha Panny Marie. Po odvodu na nižších podstavcích sochy Ježíše (v dětském věku), svaté Anny, svatého Jáchyma. Roku 2007 sloup prošel rozsáhlou rekonstrukcí a po opravě byl 4. srpna vysvěcen.[15] V současnosti je originál sochy Panny Marie umístěn do interiéru kaple svatého Vavřince a na sloupu je kopie.
  - socha svatého Václava[16] na severním okraji města, u silnice na Slatinu. Postavena v roce 1761 nákladem Václava Hnědce. V roce 1880 opravena díky Maxmiliánu Rzihovy, libochovickému měšťanu.
  - socha svatého Jana Nepomuckého[17] u kruhové křižovatky ulic Revoluční, Havlíčkova a Riegrova. Dílo sochaře Bartoloměje Edera z roku 1761, postavena nákladem Jana Františka Švarce.
- V 18. století vznikla pod zámkem, díky majitelům libochovického zámku a libochovických duchovních, galerie šesti soch. Tehdy kolem soch, nad řečištěm řeky Ohře, vedla příjezdová cesta do města. Ve 20. století, po regulaci řeky, z řečiště zůstalo jen slepé rameno řeky a cesta vedoucí do města byla, díky stavbě nového mostu, přeložena jinam. Sochy zůstaly na svých místech a postupně se dočkaly restaurátorských zásahů.
  - socha svatého Václava – Postavena roku 1715 nákladem libochovického duchovního P. Václava Hennigera ze Seebergu.[18] V roce 1929 zničena povodní. Její obnovu provedl akademický sochař Karel Zentner nákladem duchovního Václava Oplta.
  - socha Krista na kříži – Postavena roku 1719 nákladem Anny Tayzíkové. V letech 1993 až 1995 byla nákladem města, značně poničená socha, opravena akademickým sochařem Miroslavem Zentnerem a 17. května 1995 posvěcena.
  - socha svatého Josefa – Postavena roku 1724 nákladem hejtmana Václava Josef Tvrzníka.[19]
  - socha svatého Jana Nepomuckého – Postavena roku 1729 nákladem majitele libochovického panství Waltera Františka Xavera Dietrichsteina a jeho manželky Karoliny Maxmiliány rozené hraběnky z Pruskova.[20]
  - socha Panny Marie Bolestné – Postavena roku 1740 nákladem majitele libochovického panství Karla Dietrichsteina a jeho manželky rozené hraběnky z Khevenhülleru. Autorem sochy byl Antonín Braun.
  - Socha svatého Jana Evangelisty – Postavena roku 1740 nákladem majitele libochovického panství Karla Dietrichsteina a jeho manželky rozené hraběnky z Khevenhülleru. Autorem sochy byl Antonín Braun.
- Před polovinou 20. století byly do východního konce areálu kostela postupně přeneseny sochy z různých míst v Libochovicích:
  - socha svatého Rocha – Roku 1722 umístěna na východní okraj náměstí a to zásluhou stavitelského mistra Martina Suchého. Ke kostelu přenesena roku 1937[21].
  - socha Panny Marie – Vytvořena roku 1756 sochařem Bartolomějem Ederem na zakázku libochovického děkana P. Josefa Jana Gallasa. Původně stála u tehdejší cesty z Libochovic do Koštic na západním okraji města. Přenesena ke kostelu roku 1947.
  - socha svaté Barbory – Vytvořena roku 1760 sochařem Bartolomějem Ederem na zakázku Václava Hnědce. Původně stála na východním okraji města, u cesty do Radovesic, v místech popraviště. Přenesena ke kostelu roku 1943.[22][23]
- Pomníky
  - Jan Evangelista Purkyně – busta libochovického rodáka, osazená na vysokém podstavci, je dílem sochaře Josefa Strachovského a byla odhalena roku 1887 na východním konci náměstí, u vchodu do zámeckého parku[24]
  - Pomník padlých v první světové válce – stojící od roku 1921 v městském parku
  - M. Jan Hus – socha stojící od roku 1930 v městském parku je dílem sochaře Karla Zentnera

## Osobnosti
- Antonín Čech (1860–1929), litoměřický světící biskup
- Berta Fantová (1865–1918), spisovatelka, antroposofka, průkopnice ženského hnutí v Čechách, manželka Maxe Fanty
- Max Fanta (1858–1925), pražský lékárník a vynálezce (Fantova miska), manžel Berty Fantové (Sohrové)
- Antonín Jílek (1889–1957), profesor analytické chemie[25]
- Jiří Jiránek (* 1946), geolog a diplomat
- Jan Jirásek (1754–1797), botanik, geolog, zoolog, lesní komisař[26]
- Svatopluk Kadlec (1898–1971), básník a překladatel z francouzštiny
- Josef Kopta (1894–1962), spisovatel a novinář
- Jiří Kozák (1894–1942), legionář, odbojář a politický pracovník[27]
- Bohuslav Lhotský (1879–1930), houslista[28]
- Antonín Nykl (1914–1985), sochař a restaurátor[29]
- Rudolf Pokorný (1853–1887), básník; zemřel v domě v ul. Dr. Vacka 41 (pamětní deska)
- Jan Evangelista Purkyně (1787–1869), fyziolog, anatom, biolog, básník a filozof
- Vladimír Šrámek (1893–1969), dramaturg, překladatel, publicista[30]
- Václav Vacek (1877–1960), politik, primátor hlavního města Prahy
- Ladislav Zgusta (1924–2007), orientalista, lingvista-lexikograf[31]
- Karel Zentner (1891–1963), restaurátor, řezbář, sochař[32]